# Jochum Beck
Jochum Beck, född 1604, död 1682, var en dansk adelsman. 

## Biografi
Jochum Beck var son till Jacob Beck och Helle Marsvin. Han blev 1622 student vid Leydens universitet och 1627 hovjunkare. Beck var från 1632 till 1634 länsherre på Köpenhamns slott och 1634 i Stavanger.
Han upptäckte sommaren 1635 en alunfyndighet i Andrarum. Trots att han stod nära den danske kungen Kristian IV, dröjde det fram till den 7 oktober 1637 innan Beck fick sitt kungliga privilegiebrev för att utvinna alun i Gladsax län. Men när Andrarums alunbruk 1643 var färdigt att tas i drift, erövrades Skåne av Sverige och bruket raserades. För att få ordning på sin ekonomi tvingades Jochum Beck sälja Bosjökloster slott till Corfitz Ulfeldt. Själv bodde Jochum på Gladsax hus som han år 1625 hade ärvt efter sin far, amiral Jacob Beck.

### Egendom
Beck ägde Gladsax i Gladsax socken och Bosjökloster i Bosjöklosters socken. Han ägde även 14 större säterier i Skåne och sju i Danmark.

### Familj
Beck gifte sig första gången 19 juli 1629 i Malmö med Else Grubbe (1613–1631), dotter till sekreteraren Sivert Grubbe och Hilleborg Knutsdotter Grubbe.
Han gifte sig andra gången 1633 i Vor Frue kirke i Köpenhamn med Else Friis (1615–1696), dotter till kanslern och riddaren Christian Friis och Barbara Hansdotter Wittrup. De fick tillsammans sonen kavaljeren Lave Beck (död 1710).